# Zijnsorde

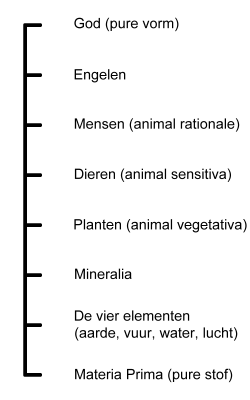
De scala rerum, of zijnsorde, volgens de scholastiek

De zijnsorde (Latijn: Scala Rerum, Duits: Seinsordnung, Engels: Order of Being) is een naam voor de hiërarchie van alle zijnden. Er zijn verschillende invullingen geweest van dit filosofische (meer specifiek: ontologische) begrip. Het begrip werd met name door de scholastici en andere middeleeuwse christelijke filosofen gebruikt.

## Speculatieve inleiding
Elke cultuur heeft een kijk op het universum, op de dingen die we om ons heen waarnemen. Het is een natuurlijke drang van de mens om daar orde in aan te willen brengen. Zo is de natuurkunde op zoek naar de meest fundamentele bouwstenen van ons heelal en zien we in de moderne biologie een uitgebreide taxonomie van levende wezens. Waar de moderne evolutiebiologie soorten vanuit fylogenetisch perspectief ordent, is het bij een statische visie op het universum wellicht natuurlijk dat alles een vaste eigen, 'juiste' plaats inneemt. Het gemakkelijkste is een lineaire structuur, waarbij alles als op een ladder is ingedeeld, het ene een tree hoger dan het andere. Dit idee van een rangorde is wijdverbreid: planten zijn lager dan dieren, welke lager zijn dan mensen. De mens ziet zichzelf vanouds niet als het hoogste wezen dat er is, want onder controle hebben we de wereld niet. Vele (zo niet alle) bekende culturen hebben dan ook goden (en demonen), wezens die op enige wijze superieur geacht worden aan de mens en de wereld besturen. Het ordenen hoeft zich echter niet te beperken tot levende wezens.

## Plato
In Plato vindt het idee van een hiërarchie in alle dingen zijn eerste systematische neerslag. Zijn vormenleer postuleert het bestaan van niet-waarneembare maar intelligibele zijnden. Zo is er een idee Steen, een idee Paard en een idee Mens, maar ook een idee rechtvaardigheid. Een concreet object is een instantie van de idee en participeert in de idee. De vormen/ideeën zijn ondergebracht in een hiërarchie. Plato werkt die hiërarchie niet uit, maar zegt wel dat van alle ideeën Het Goede de hoogste is. De ideeën worden door Plato's Demiurg (een soort goddelijke ambachtsman) beschouwd en gebruikt om de wereld om ons heen te scheppen en ordenen.

## Neoplatonisme
In het neoplatonisme is Plato's doctrine uitgewerkt en aangepast. In deze zienswijze zijn er drie hypostasen: niveaus van het zijnde. Het hoogste is “het ene”, dan komt “de geest” (nous) en daarna “de ziel”. Elke hypostase stroomt over in de volgende. Denk hierbij aan een fontein waarvan het ene de bron is. De ziel ten slotte stroomt over in de concreta, de dingen die wij om ons heen zien. Dit proces van overstromen in een volgende laag van zijn heet emanatie. In de geest zijn de platoonse ideeën aanwezig, volgens welke de concreta zijn geordend. Van de concreta is de mens het hoogste, omdat hij een ziel heeft, een principe van eenheid. Dieren komen daaronder, dan planten en als laatste de levenloze stoffen.

## Christendom en middeleeuwen
In het Bijbelboek Genesis vinden we direct aan het begin een volgorde waarin God de wereld geschapen heeft. Wat eerder komt, is fundamenteler, wat later komt is complexer en belangrijker, met als summum op de zesde dag de mens. Dat de mens hoger in de schepping staat, zien we aan het feit dat planten en dieren volgens de Bijbel door God geschapen zijn om de mens tot voeding, kleding, onderdak etc. te dienen. Het christendom leende zich dus uitstekend voor het werken met een zijnsorde.
Kerkvader Augustinus (354–430 n.Chr.) neemt de zijnsorde van de neoplatonisten waar het de concreta betreft over.
"(...) Het Opperwezen heeft zijn overvloed in ontelbare vormen van existentie gegoten, afdalend in mate van zijn en goedheid, tot zijn creativiteit is uitgeput en het reusachtige rijk van zijn grenst aan de duistere leegte van het niet-zijn." (...)
Als transcendente zijnden zijn er engelen en God. Hij introduceerde het idee dat alleen God echt is. Al het andere in het universum ontbeert de nodige onveranderlijkheid en perfectie. Het is in mindere mate. Kenmerkend is dat al het zijn goed is. Kwaad is de afwezigheid van zijn, niet een zelfstandig bestaand iets. De mens is van alle stoffelijke dingen in de hoogste vorm. Dieren bijvoorbeeld zijn minder dan de mens (letterlijk), ze ontberen kwaliteiten die de mens wel heeft, om te beginnen een ziel en rede. Pseudo-Dionysius en John Scotus Eriugena beschrijven later in de Middeleeuwen een soortgelijke zijnsorde.

## Scholastiek
In de 12e eeuw vertaalde Willem van Moerbeke Aristoteles' complete werk met behulp van Griekse en Arabische manuscripten in het Latijn. Aristoteles werd zo herontdekt en de scholastiek maakte zijn inzichten tot centrale leer. Hiermee kwam het concept van de zijnsorde tot zijn meest uitgewerkte versie. De scholastici gebruikten Aristoteles vorm-stofleer (hylemorfisme) om de zijnsorde te formuleren als een rangorde van maximale vorm/act (en daarmee maximale bepaaldheid) tot aan maximale stof/potentie (en daarmee maximale onbepaaldheid). Dit heet ook wel de wereld van de rang. God is eeuwig en onveranderlijk, pure act. Daarna dalen we via de engelen af naar de mens, die als potentie heeft een rationeel wezen (animal rationale) te zijn. Als zij nadenkt is ze dit in actu. Denkt ze niet, dan is zij in actu slechts een voelend dier (animal sensitiva). Een dier heeft maximaal de potentie tot voelen, een plant kan hooguit vegeteren, en de levenloze natuur is hooguit aanwezig. De stoffen om ons heen zijn opgebouwd uit de vier traditionele elementen aarde, vuur, water en lucht. En aan die elementen ligt een oermaterie ten grondslag, de materia prima. Deze is zelf nog geheel onbepaald en kan elke vorm aannemen.